# Априлски рат
Априлски рат (хрв. Travanjski rat, словен. Aprilska vojna) је име за инвазију сила Осовине (кодног назива Подухват 25) на Краљевину Југославију која је почела 6. априла 1941. Ова операција означава почетак Другог светског рата на територији Југославије.
Напад је извршен копненим путем, из више праваца. Немачке, италијанске и мађарске трупе продрле су на територију Југославије из правца Италије, Аустрије (тада већ у саставу Немачке), Мађарске, Румуније, Бугарске и Албаније. Дана 6. априла тешко је бомбардован Београд. У исто време отпочео је и немачки напад на Грчку под кодним називом операција Марита.
Рат је завршен 17. априла 1941. окупацијом и поделом Југославије између Сила Осовине. Краљевска породица и чланови владе отишли су у егзил у Лондон. Тамо су били под надзором британске обавештајне службе, која их је и након Другог светског рата држала под присмотром. Након рата, нове комунистичке власти су им забраниле повратак у Југославију.

## Позадина
Почетком 1941. године положај неутралне Југославије у зараћеној Европи је постао критичан. Немачке трупе су се, након брзе окупације западне и средње Европе, спремале да из Румуније пређу у Бугарску и нападну Грчку. Када је почетком марта Бугарска приступила силама Осовине, Југославија се нашла у потпуном окружењу.
У таквој ситуацији, Влада Југославије је после вишемесечних преговора и колебања 25. марта потписала у Бечу протокол о приступању Југославије Тројном пакту. Овим протоколом Немачка је постигла обезбеђење свог јужног бока што је било значајно због будућег планираног ангажовања трупа у нападу на Совјетски Савез. Два дана касније, 27. марта, 1941. група официра је извела државни удар, збацила Владу и Намесништво, ухапсила министре, а краља Петра II прогласила за пунолетног и предала му власт. Постављена је нова влада на челу са генералом Душаном Симовићем. Народ је демонстрацијама поздравио овај догађај. Подршку за овакав расплет догађаја је пружила и влада Уједињеног Краљевства, једине земље која се тада активно супротстављала Немачкој.
Адолф Хитлер је у својим плановима имао свакако план како да нападне Југославију. Међутим, он није желео одмах да примени милитаристичке методе, сматрајући да ће Југословени бити по његовој вољи. Међутим, то се није догодило, због јаког британског утицаја, који је желео да увуче Југословене у непријатељство са Хитлером. Са друге стране, обећањем помоћи и војника у случају рата, Британци су куповали време, оптерећујући Хитлера проблемом Југославије и одвраћајући га од Уједињеног Краљевства.

## Југословенска војска
Основана након Првог светског рата, Југословенска краљевска војска је још увек била углавном опремљена оружјем и материјалом из тог доба, иако су извршене неке модернизације чехословачком опремом и возилима. Од око 4000 артиљеријских оруђа, много је било застарело и зависило од коњске вуче, али око 17.000 артиљеријских оруђа је било релативно модерно, укључујући 812 чехословачких антитенковских топова од 37mm и 47mm. Ту је било и око 2.300 минобацача, укључујући 1600 модерних минобацача од 81mm, као и 24 од 220 и 305mm. Од око 940 противавионских топова, њих 360 су били чехословачки и италијански модели од 15 и 20mm. Сва ова оруђа су била увожена, из различитих извора, што је за последицу имало да различити типови често нису имали прописно одржавање.
Једине механизоване јединице су били шест моторизованих пешадијских батаљона у три коњичке дивизије, шест моторизованих артиљеријских пукова, два тенковска батаљона са 110 тенкова, од којих је један имао тенкове Рено FT-17 још из времена Првог светског рата, а други 54 модерна француска тенка Рено R-35, уз независну тенковску чету са 8 чехословачких танкета Шкода Т-32. Око хиљаду камиона за војне потребе је увезено из САД неколико месеци пре инвазије.
Потпуно мобилисана, Југословенска краљевска војска је могла да размести 28 пешадијских дивизија, 3 коњичке дивизије и 35 независних пукова. Од независних пукова, њих 16 је било на граничним утврђењима, а 19 је било организовано у одреде, снаге ојачане бригаде. Сваки одред је имао један до три пешадијска пука и један до три артиљеријске батерије, а три одреда су организована као брдске јединице. Међутим, немачки напад је затекао југословенску војску још увек у процесу мобилизације, и само око 11 дивизија је било на њиховим планираним положајима на почетку напада. Проценат попуњености тих јединица је био између 70 и 90%, пошто мобилизација још увек није била завршена. Бројност Југословенске краљевске војске је био око 1.200.000 војника у тренутку немачког напада.
Југословенско краљевско ратно ваздухопловство је имало 450 борбених авиона домаћег (најпознатији ИК-3), немачког, италијанског, француског и британског порекла, од којих су половина били модерни типови. Ваздухопловство је било организовано у 22 бомбардерске и 15 ловачких ескадрила. Главни типови авиона у употреби су били 73 ловца Месершмит Bf 109 109 E, 38 Хокер харикен I (док се још производило под лиценцом у Југославији), 30 Хокер фјури II, 8 Икарус ИК-2 и 6 ловаца Рогожарски ИК-3 (и још у процесу производње), 63 бомбардера Дорније Do 17 K (укључујући 40 израђених у Југославији под лиценцом), 60 Бристол Бленим I (око 40 израђених под лиценцом) и 40 Савоја Маркети SM-79 K. Јединице морнаричког ваздухопловства су се састојале од 8 ескадрила опремљених, поред осталих, са 12 Дорније Do 22 K и 15 домаћих Рогожарски SIM-XIV-H патролних авиона.
Авионе југословенског превозника Аеропут, у које су спадали 6 Локид Електра, 3 Спартан крузера и један де Хевиланд драгон су реквирирани да пруже превозне услуге за ваздухопловство.
Југословенска краљевска ратна морнарица је била састављена од: једне застареле бивше немачке лаке крстарице (погодном једино за обуку), једног великог разарача Дубровник британског порекла, 3 модерна разарача класе Београд француског порекла (два израђена у Југославији и још једним у изградњи), једним носачем хидроавиона, 4 модерне подморнице (2 француске и 2 британске) и 10 модерних моторних торпедних чамаца и од старијих пловила, ту је било 6 бивших аустроугарских средњих торпедних чамаца, 6 минополагача, 4 велика оклопљена речна монитора и бројна помоћна пловила.

### Припреме за рат
На вест да је у Југославији извршен државни удар, Хитлер је наредио да се сместа сазове ратни савет на којем је договорено да се, поред планираног напада на Грчку, симултано изведе и напад на Југославију. На тај начин спречило би се евентуално повлачење Југословенске војске према Грчкој и стварање другог Солунског фронта, као што се догодило у Првом светском рату.
Хитлеров план напада на Југославију имао је шифровано име „Операција 25“, или „Упутство број 25“ или једноставно „Директива број 25“. Она је сачињена заједно са планом за Операцију Марита који је предвиђао немачко-италијанску инвазију на Грчку. Тај Хитлеров план кршио је одредбе које су одређене Протоколом о приступању Југославије Тројном пакту и Гарантним нотама. Поред тога, било је договорено да у овом нападу учествују Италија и Мађарска, сн тим да Румунија и Бугарска чије су територије служиле за концентрацију немачких трупа, штите немачку позадину од евентуалне интервенције СССР-а и да бугарске трупе, у случају потребе, узму учешћа и у операцији против Југославије. Хитлерова стратегијска замисао била је да се концентричним нападом са простора Ријека и Грац са једне, и из реона Софије са друге стране  продре у Југославију правцем према Београду, с тим  да се Македонија одсече од осталих територија, како би се онемогућило евентуално повлачење југословенске војске на југ и створила база за предузимање немачко-италијанске офанзиве на Грчку. Предвиђено је да у нападу на Југославију учествују: 12. и 2. немачка армија; 2. и 9. италијанска армија; један мађарски брзи корпус и делови три мађарска пешадијска корпуса; укупно 52 дивизије (24 немачке, 23 италијанске и 5 мађарских), као и пет немачких дивизија ју резерви. .
Краљевина Југославија и Грчка су дочекале рат усамљене. Додуше, на северу Грчке је постојао експедициони корпус од око 50.000 људи, махом Британаца. Командант тог корпуса је био генерал Хенри М. Вилсон. Он је примењивао просте ратне варке, само да би народ стекао утисак како се ради о искуству британских снага.
Југословенска ратна команда израдила је план одбране од Немаца под шифрованим именом „Р-41“. Целокупна војска била је распоређена дуж граница према Румунији, Бугарској, Албанији, Немачкој и Мађарској. Читав југословенски фронт је требало да бране 7 група армија и то: 1. Армија под командом генерала Милорада Петровића је требало да брани Македонију и јужну Србију, њој је у испомоћи требало да буде 3. армија генерала Милана Недића, затварајући правце око македонске границе и онемогућавајући Немце да продру у Србију.
На северу према Мађарској стационирана је 7. армија генерала Душана Трифуновића а према Хрватској и Словенији су биле распоређене 6. Независна армија генерала Димитрија Живковића и 2. армија генерала Милутина Недића (брата Милана Недића).
Простор око Косова и Метохије и Рашке области је бранила 4. армија генерала Петра Недељковића. Она је такође имала задатак да у случају пропасти армија, од својих војника оформи четничку (герилску) групу која је требало да отпочне герилски начин ратовања, са задатком пресецања непријатељских комуникација и уништавања стратешки важних објеката као што су мостови, хидроцентрале, електрана, поште и телеграфске линије и др. Њој је као ослонац била подређена и 5. Независна армија генерала Владимира Цукавца. За врховног заповедника југословенских снага одређен је армијски генерал Душан Симовић (који је вршио и улогу председника југословенске владе). Из пензије је враћен војвода Петар Бојовић и постављен за помоћника (уједно заступника) врховног команданта младог краља Петра II.
Југословенска војска је 27. марта бројала око 600.000 војника, а могла је мобилисати 1.200.000 људи за оперативну и 500.000 за резервну војску. Али како је опште активирање (у ствари тајна мобилизација) наређено 30. марта, са датумом почетка 3. април, општа мобилизација је објављена тек 7. априла. Самим тим рат је затекао југословенску војску у фази мобилизације и концентрације трупа.
Нови председник владе Душан Симовић покушао је хитним дипломатским путем да умири разјареног Хитлера, уверавајући га да ће Југославија остати неутрална. Он је заправо покушао да добије на времену не би ли припремио какву-такву одбрану, али за то мало времена ништа се озбиљније није могло учинити по питању војне ангажованости у одбрани земље. Берлин није чекао и први је покренуо ратну машинерију. Баш на дан венчања Симовићеве ћерке, Немци су без објаве рата напали Краљевину Југославију.

### Немачки план напада
Немачка је при нападу потпуно изненадила југословенску војску за кратко време, тако да је ова могла да мобилише само 2/3 свог борбеног капацитета, од тога 28 пешадијских и 3 коњичке дивизије. Ратно ваздухопловство Краљевине Југославије је располагало са само 300 авиона.
Немачки план инвазије је био следећи: 2. армија генерал-пуковника Максимилијана фон Вајкса је имала задатак да наступи према Загребу, а одатле кроз босанске планине према Сарајеву. Истовремено је имала једна ударна оклопна група из Мађарске да се пробије ка Београду. Главни удар је имао да се изведе из Бугарске где се налазила 12. армија под командом фелдмаршала Вилхелма Листа који је имао задатак да након пробијања Македонског фронта напредује према Нишу и нападне Београд из правца југа, а истовремено крене у северну Грчку и у јужну Србију, распоређен у два крила лево и десно.
Пошто пребројавање 2. армије још није било завршено, 12. армија је без подршке 2. армије прва напала Југославију 6. априла 1941. 2. армија је тек 8. априла почела напредовање.

## Напад
У ноћи између 5. и 6. априла, Немци се заузели Сип на Дунаву. Београд је бомбардован у рану зору 6. априла 1941. Хитлер је бацио на Београд разарајуће бомбе од 1.000 kg, а сама операција бомбардовања Београда имала је симболичан назив Казнена одмазда. Већ у првом налету погођен је први цивилни објекат у граду - хотел Авала где је погинуо и министар југословенске владе Фрањо Куловец. У току бомбардовања 6. и 7. априла погинуло је 10.000 Београђана. Бачене су велике количине бомби на стамбене четврти, а порушена је и Народна библиотека Србије у којој је изгорео највећи део материјала од непроцењиве вредности (културни геноцид). Нападом на Београд лично је заповедао немачки генерал-лајтнант Александар фон Лер чија је 3. ваздухопловна флота извршила бомбардовање града. Немачка авијација је напала веће градове попут Ниша, Лесковца, Крагујевца, Новог Сада, Сарајева, Мостара, Бање Луке и тако у потпуности изненадила поспане грађане који су тражили склоништа по подрумима или где год се могло побећи од немачких бомби. У току бомбардовања Крагујевца, уништен је Милошев конак. Немци су нарочито прецизно погађали циљеве јер су им то фолксдојчери омогућавали. Пре самог рата, из југословенског ваздухопловства је побегао капетан Владимир Крен (који ће касније постати припадник ратног ваздухопловства НДХ) са плановима распореда војног ваздухопловства у читавој земљи. Допринос одбрани Београда дала је Прва ваздухопловна ловачка бригада ЈКРВ чији су се припадници изнад Београда сукобили са авионима Јункерс Ju 87 („штукама“), које су пратили Месершмити. Но, први ратни дан је био запамћен и по томе што је југословенска противваздушна одбрана оборила немачки извиђачки авион близу села Доњег Душника у јужној Србији, а пилоте који су се спасили искакањем, жандарми се спровели у Ниш. Југословенска влада издаје прокламацију о почетку рата са Немачком и одлуку о општој мобилизацији, али она је стигла сувише касно. Са војно-стратешког положаја, Земун је представљао значајан фактор пошто се ту налазила Команда ратног ваздухопловства, Команда ратне морнарице и аеродром испод Бежанијске косе.
Југословенско краљевско ратно ваздухопловство се прво супротставило бројчано надмоћнијем непријатељу. Југословенски пилоти који су бранили небо изнад Београда показали су изузетну храброст и пожртвовање што је изазвало дивљење и код самог непријатеља. Бомбардерски пукови су у више наврата успешно бомбардовали немачке оклопне колоне које су напредовале из правца Бугарске као и на неколико непријатељских аеродрома на територији Бугарске, Мађарске па чак и Аустрије. Упркос издаји дела хрватских и словеначких пилота које није заобишло ни ЈКРВ, летачко особље састављено од официра и подофицира свих националности извршавало је беспрекорно своју дужност гинући у неравноправној борби са надмоћнијим непријатељем. Мало је позната чињеница да су самоубилачки напади на противничке авионе, који су иначе у току Другог светског рата првобитно били приписани руским пилотима, први пут извели југословенски пилоти током Априлског рата. Несебичан допринос одбрани неба над Краљевином Југославијом дала је и противавионска одбрана.
Иако херојски, отпор ЈКРВ је брзо утихнуо. Захваљујући издајству и петој колони која је са земље наводила немачке авионе, помоћна летишта југословенске авијације су постепено уништавана.
Оно мало авиона што је преостало уништиле су њихове посаде да не би пали непријатељу у руке. Неки од ваздухопловаца покушали су да прелете у СССР и Грчку не би ли наставили борбу, али је највећи део изгинуо у авионским несрећама због изузетно лоших временских услова. Они који су успели, наставили су са борбом у склопу савезничких ваздухопловних снага.
Кључни продор извршила је немачка 12. армија из Бугарске. Она је већ била претходно концентрисана ради напада на Грчку. Напад на граничном фронту код Криве Паланке до планине Беласице, извршен је на трупе Треће армијске области (Моравска, Шумадијска и Брегалничка дивизија и Струмички одред). У нападу немачке 12. армије учествовали су 40. моторизовани корпус, 9. оклопна и 73 пешадијска и моторизована СС. бригада Адолф Хитлер и делови 18. корпуса, 2. оклопна дивизија, уз јаку подршку авијације. Већ у прва два дана немачке снаге решиле су главни задатак: пресекле Моравско-Вардарску долину и тиме одсекле Југословенску војску од сваког евентуалног наслона на савезнике, а уједно избиле на грчку границу у позадину грчког фронта у Тракија. Напад је организован из три правца: Ћустендил-Крива Паланка-Куманово. 12. армија се брзо пробијала и већ 7. априла ушла у Скопље. Једна оклопна дивизија сјурила се на запад и ускоро ступила у контакт са Италијанима у Албанији, док је главнина 12. армије наставило наступање у Грчку (операција Марита) против грчке армије и британског експедиционог корпуса. Ниш је бомбардован 8. априла и том приликом је погинуло 600 грађана. Следећег дана у њега су ушле копнене јединице немачке војске.
Главни немачки удар са северозапада извршен је из два правца: из рејона Клагенфурта (Целовац), Граца и Нађ Кањиже, где се још вршила концентрације јединица 2. армије заједно са 11. дивизијом, под командом генерал-пуковника Максимилијана фон Вајкса. 46. оклопни корпус Друге армије сјурио се са северозапада на Београд наилазећи на слаб отпор. Пред овим корпусом су се углавном налазили Хрвати који ништа нису чинили да би зауставили немачке војнике, већ су их поздрављали и тиме починили издају. Једна од оваквих епизода догодила се у војном гарнизону у Сињу када су хрватски официри и војници подигли побуну и певали песму „Вила Велебита“.
На фронту код Сарајева, начелник 2. армије, генерал Богдан Маглић, под изговором да је болестан и да одлази на лечење у Сарајево, је напустио линију одбране, да би се по устоличењу усташке државе појавио као усташки генерал. Слично се десило у Шибенику када је командант Јадранске дивизије Петар Кватерник (рођени брат Славка Кватерника) наредио да се преда оружје и похапсе сви српски кадрови.
Немачке јединице су ушле 10. априла у Загреб где је, у име поглавника Анте Павелића, пензионисани пуковник Славко Кватерник прогласио Независну Државу Хрватску. Влатко Мачек, који је одмах по нападу Немаца напустио и окривио већ уздрману југословенску владу, а преко радија је позивао чланство своје Хрватске сељачке странке да буде лојално Трећем рајху.
Без велике борбе, југословенска војска се 13. априла повукла ка Чачку, а у Краљево су из правца Крушевца уз мањи отпор ушле немачке дивизије.
Напад је у координацији са Немцима вршила италијанска армија. Тако је 2. италијанска армија под командом генерала Амброзија, која је била концентрисана дуж копнене границе, продрла из Истре и Словеначког приморја, а 9. армија под командом генерала Кавалера, напала је из Албаније, с леђа. Југоисточни фронт којим је командовао Милан Недић се распао. На нишавском правцу 11. оклопна дивизија пробила је слабу одбрану на Плочама и у 9 часова заузела Ниш, у подне Алексинац који је бранио пешадијски батаљон из резерве и 1. артиљеријски дивизион, а затим је пао и Ражањ. Клајст је дакле ушао са својим снагама у Ниш и тако се испунило Хитлерово наређење да се пресече пут југословенској војсци ка Грчкој и на тај начин спречи формирање новог Солунског фронта.
9. априла Немци гоне јединице 5. армије које су биле на нишком сектору. Оне су се у потпуном хаосу повлачиле долином Нишаве и Кутинске реке. Дринска дивизија повлачила се под налетом немачких тенковских јединица правцем Бабушница-Свође-Власотинце. Немачке моторизоване јединице су јој пресекле одступницу код села Љуберађa. На том терену вођена је жестока борба уз обостране губитке. Дринска дивизија, претрпевши огромне губитке повлачила се у правцу Лесковца. Како су немачке јединице продирале долином Кутинске реке, главном саобраћајницом према Нишу, то се разбијена југословенска војска кретала ван главних праваца, држећи се планина.
10. априла код јединица на Косову појавила се дезорганизација, а командант 3. армије наредио је да се уз помоћ импровизованих одреда затворе правци ка Метохији и Санџаку. Настављајући и своју операцију у долини Јужне Мораве, јединице 11. оклопне дивизије су заузеле Параћин, Ћуприју и Јагодину, продужавајући ка Крагујевцу. Врховна команда је издала директиву број 120 за повлачење трупа на линију Бојана-Метохија-Косово-Копаоник-Крагујевац-Београд-Сава-Уна. По тој наредби 5. армија је требало да се повлачи и даље, али за реализацију ове директиве није било реалне основе. Реалнији је био позив Врховне команде издат исте вечери да се војници боре са Немцима где год се нађу. Немачка команда је наредила да се 12. армија оријентише ка Грчкој, а 2. армија, ојачана 1. оклопном групом да заузме Београд и доврши разбијање југословенске војске.

### Криза југословенске владе
Од првог дана рата, Врховна команда Југословенске војске није контролисала ситуацију. На министарским седницама у Севојну, где се влада налазила, генерал Душан Симовић се жалио на лоше везе у командовању, а нарочито је оспоравао то што он мора преко поште да издаје наређења јединицама. Оценио је ситуацију као тешку, али не и трагичну и веровао је да се фронт може стабилизовати.
Да би спречио потпуно расуло, не само војсци, већ и у влади, 12. априла изјављује да има пуно поверења у моралну снагу војске и народа и да верује у пријатељство са Совјетским Савезом. Све је било изгубљено и пропаст је све брже и брже текла.
Делови 8. немачке оклопне дивизије без борбе су ушле у Земун 12. априла. Већ наредног 13. априла управу у Земуну преузело је Градско поглаварство. Успостављање Немачке окупационе власти довело је до значајних промена. Земун је одвојен од Београда.
Немци су 13. априла пробили последњу линију одбране код Коњарника и умарширали у Београд где су испред Народне скупштине организовали парадни дефиле. Убрзо су стигли фелдмаршал Евалд фон Клајст и Максимилијан фон Вајкс. Рачунајући улазак Аустроугарских трупа 1914. и њихов заједнички улазак са Немцима 1915, био је то трећи улазак Немаца у Београд у 20. веку.
Ову информацију је Душан Симовић добио на Палама од свог ађутанта у основној школи Краљ Петар где је Штаб био смештен. Тражио је хитну везу са енглеским послаником, али је уместо везе добио писмо генерала Дила да Енглеска нема могућности да у датим околностима организује евакуацију југословенске војске преко морнаричке базе у Боки. Симовић је затим рекао да ситуација ништа не ваља и сазвао ново заседање у поноћ 13. априла. Поред војног слома, почела је и криза владе.
На југословенској страни почела су међусобна трвења и испитивања ко је крив за тако муњевити слом. Неки министри, међу којима и др Слободан Јовановић, Богољуб Илић и Марко Даковић оптуживали су Хрвате за издају. Последње саветовање југословенска влада имала је на Палама. Седница владе је одржана на католички ускрс, 13. априла 1941. Душан Симовић је поднео извештај о војној ситуацији коју је представљао као веома тешку, али не и безизлазну. Говорило се о продужетку борбе на новом фронту Сава-Дрина. Ипак, на крају је одлучено да се влада, ради веће сигурности, премести одмах у Никшић. Симовић је потом предложио генерала позадине Данила Калафатовића за начелника Врховне одбране. О могућности евентуалне капитулације није било ни помена, иако су поједини министри закључили да је војна ситуација много тежа него што ју је представљао Симовић.
Влада је без Симовића стигла у Никшић сутрадан и прва ствар која се чула била је та да је краљ Петар већ одлетео за Грчку. Приликом утовара транспортних авиона златом учествовало је и више стотина војника на импровизованом аеродрому на Никшићком пољу. Међутим, приликом евакуације погинула су два врло позната имена. Приликом транспорта злата бојним бродом у Егејском мору, брод се преврнуо и погинуо је министар Симовићеве владе Марко Даковић, а историчар Владимир Ћоровић је страдао у авионској несрећи негде изнад Грчке.
На последњој седници владе у Никшићу 15. априла, закључено је да Југославија неће капитулирати као држава, већ да само војска капитулира, док влада и краљ иду у иностранство да одатле наставе да се боре. Тај нацрт је саставио др Слободан Јовановић и предао га Симовићу, а овај Калафатовићу.
Душан Симовић је истог дана издао наређење Данилу Калафатовићу да закључи примирје са Немцима из два разлога: први разлог је био тај што је било немогуће даље пружање отпора на изабраној линији Дрина-Сава и због догађаја који су се догодили у Хрватској. На левом крилу војска није ни постојала, већ само мали одреди који су се у тоталном хаосу предавали Немцима. Сам војнички пораз значио је и расуло саме Симовићеве владе. Тако је потпредседник владе др Влатко Мачек напустио владу 8. априла, а друштво су му чинили и остали поједини други хрватски министри: Јосип Торбар, Бароша Смољан и Иван Андрес. Док су они отишли у Загреб, радикалски лидер Муслимана Џафер Куленовић одлази у Сарајево. Напуштање владе, у ствари бекство министра, био је посебан пример Априлског рата. Позивом својим војним присталицама да изразе лојалност новој власти (Усташкој) 10. априла Мачек је осигурао легитимност преноса власти, фактички потврдио сепаратизам и разбијање Југославије као државе. Остале су празне речи др Ивана Шубашића да потпредседник југословенске владе неће дезавуисати своје другове.
Краљ Петар II Карађорђевић је са владом 14. и 15. априла већ одлетео из земље. На аеродрому Агренион у Атини дочекао га је генерал Дил и генерал Вилсон, а затим су се преко Јерусалима и краћег задржавања у Каиру обрели у Лондону.
Иако потпуно војнички сломљени, поједини војници и официри нису показивали тежњу за капитулацијом и наставили су да воде борбу. На Рапај Брду су двојица млађих резервних старешина самоиницијативно организовала отпор и водили са Немцима 12. априла читавог дана борбу. У области Шапца до сукоба је дошло 12. априла када су немачке мотомеханизоване јединице напали војници разних јединица Прве армије. Све до немачког уласка у Шабац, војници су држали Мишарско брдо и бранили град.
Дана 13. априла 60. коњички пук југословенске војске извршио је напад на Шабац, у намери да га преотме од Немаца, али је био десеткован и повукао се. Такође су и делови 2. армије пружали жилав отпор према Ужицу. Немци су бомбардовали град 15. априла, а затим га тукли тешком артиљеријом. Командант војног гарнизона није желео да преда град Немцима у руке и убио се. Сергеј Машера и Милан Спасић су 17. априла у Боки которској потопили разарач „Загреб“.
Начелник Оперативног одељења 2. армије, пуковник Дража Михаиловић је избегао заробљавање у Сарајеву и водећи борбе са Немачком оклопном групом 13. априла код железничке станице Шеварлије и код Петровог Села, пробијао се према Добоју. Наредник југословенске војске Божа Перовић је у последњи час успео спасити заставу 41. пешадијског пука у Осијеку и понео је са собом, да би каснија иста застава била и застава Југословенске војске у отаџбини.

## Капитулација Југословенске војске и крај рата
Од самог почетка рата југословенска Врховна команда није била у стању да руководи операцијама својих јединица нити да координира њихов рад. Због тога је већ 10. априла преко радија свим јединицама издала упутство, да се убудуће где год да дођу у додир са непријатељем, боре самоиницијативно, не чекајући наређења претпостављених старешина. Међутим, догађаји су се развијали тако брзо да није било времена за примену овог упутства, као и каснијих наређења. Након заузимања Београда, немачке и италијанске трупе су брзо напредовале према незаузетом централном (Босна, западна Србија) и обалском делу Југославије. Врховна команда покушала је да организује последњи отпор, те је 13. марта издала директиву да се остаци армије и група армија повуку на линији Бојана-Комови-Дурмитор-Прењ-Неретва. Ни ова директива се није могла извршити због потпуног расула југословенске војске и брзог напредовања немачких јединица.
Последња седница Владе Краљевине Југославије на југословенској територији одржана је у Никшићу 15. априла — закључено је да Југославија неће капитулирати као држава, већ да само војска капитулира, док влада и краљ иду у иностранство да одатле наставе да се боре.
Опуномоћеници Врховне команде југословенске владе, бивши министар спољних послова Александар Цинцар-Марковић и генерал Радивоје Јанковић, потписали су у згради чехословачког посланства у Београду, акт о капитулацији оружаних снага Краљевине Југославије, који им је издиктирао немачки командант, генерал Максимилијан фон Вајкс. Капитулације није била технички ваљана јер су је потписали Александар Цинцар-Марковић, који тада није био члан Владе с обзиром да је смењен након државног удара 27. марта, и заробљени генерал Радивоје Јанковић, с обзиром да војни заробљеник нема овлашћења потписати капитулацију. Нацистичка Немачка је наметнула безусловну, потпуну, неограничену капитулацију. Одредбама капитулације, која је ступила на снагу 18. априла у 12 часова, предвиђено је: југословенски официри и војници одводе се у заробљеништво; сво оружје, опрема, складишта, утврђења, војна и привредна постројења, саобраћајна средства, бродови, итд. морају се предати неоштећени, као планови минских поља, документи председништва Владе и министарства војног и иностраних послова, итд. Југословенска војска је углавном одведена у заробљеништво, а земља је подељена између Немачке, Италије, Мађарске и Бугарске. Југословенска ратна морнарица припала је Италији.

## Последице

### Слом Југославије
Од посебне важности за слом Југославије је питање шта је радила влада од 27. марта до 6. априла, а шта војска и њени команданти. Остаје као чињеница, да је мобилизација била неефективна и да је само 11 дивизија било распоређено пре офанзиве на њиховим дефанзивним позицијама, да је план одбране био недовољно организован, да влада није успела да сачува јединство у инвазији, и да су Хрвати (већина), одустали од борбе и предавали своје јединице снагама нацистичке Немачке. О томе говори податак да се у Новооформираној Хрватској војсци од којих су се, убрзо по оснивању Павелићеве НДХ, нашли: 31 генерал, 228 пуковника, 245 потпуковника, 254 мајора, 1.005 капетана и 417 поручника Југословенске краљевске војске.
Генерал Милан Недић, кад је, под Немцима, ступио на чело владе „Народног спаса”, у свом првом обраћању српском народу, 1. септембра 1941, рекао је: „Шести април није српска, већ југословенска срамота”. Већина јединица, упркос жељи да пруже отпор, није било опремљено да се супротставе Немачкој војној сили.
Остаће као светли пример подвиг пилота који су се, упркос чињеници да су били слабији, како у бројевима, тако и у искуству и авионима, полетели са својим авионима и пркосили својим херојством далеко надмоћнијем непријатељу.
Бомбардовање Београда, који је у складу са одредбама међународног ратног права био проглашен за „отворени град“, што је значило да неће бити брањен, само је опет исказало чињеницу колико су Фашисти слабо марили за сва та правила међународног ратовања и сврстали Београд на листу градова који су претрпели огромну штету због њиховог бомбардовања. На тој листи, која почиње од Гернике, налазе се и Ротердам, Париз, Варшава, Лондон, Ковентри и још многи други. Резултат Немачког бомбардовања био је колапс у инфраструктури и врховне команде, али и губитак Народне библиотеке, у којој су се налазили многобројни списи и документи.
Тим бомбардовањем, у ствари, решен је цео рат, јер је већ првог дана, све што је имало било какав тактичко–стратегијски карактер, и у војном и у цивилном погледу, било разорено и уништено, тако да је држава била потпуно паралисана. Има доказа да су плакати о мобилизацији, која је проглашена 7. априла, лепљени у неким градовима касније, као на пример у Сарајеву, тек 12. априла.
Дезорганизација је била таква, да нико није знао докле су Немци стигли, а влада није знала чак ни да је капитулација потписана. Симовић је на неколико ужурбаних седница, са којих не постоје ни записници, обавештавао владу о стању на фронту, све док им није било речено да се евакуишу за Никшић, одакле ће се авионима пребацити до Савезника.
Патријарх Гаврило Дожић у својим Мемоарима тврди да се више „мислило на спасавање владе и својих породица, него о спасавању државе и народа”.
На крају, ипак, пад Југославије био је неминован. Држава је била жестоко подељена, армија није била спремна да се сукоби са Немцима, мобилизација није стигла на време, а све планове који су постојали за одбрану земље пореметиле су побуне хрватских официра и генерала. Већ у првим данима, захваљујући расулу у врховном штабу, јединице више нису знале шта да раде, нису имале повезаност међу собом, нису имале никаква одређена наређења, већ су на терену доносиле одлуке за борбу против непријатеља, но остаје чињеница да је и сама војска била изненађена брзином и снагом непријатеља, који је, пошто је сломио Средњу и Западну Европу, имао врло мало проблема у сукобу са Југословенском војском. План за одбрану који је обухватао одбрану читавих граница био је површан и осуђен на пропаст од почетка, јер војска није имала никаква средства за одбрану дуж целих граница. Југословенска војска и влада пукле су по свим шавовима, који су ионако били већ лабави. Једини значајан отпор, Југословенска војска пружила је против италијанске војске у Албанији.

### Окупација
После рата, Југославија је била подељена међу силама Осовине. Хитлер је окарактерисао Србе као главне кривце за рат и поделио Србију на више окупационих зона. Хрвати су добили независност, и њихова држава се простирала од Словеније па до самог Београда. Обухватала је данашњу Хрватску (без Барање) и Босну и Херцеговину и Срем. Словенију су поделили Италијани и Немци (то је била једина територија коју су Немци директно окупирали), Барању, Бачку и Нови Сад добили су Мађари, Бугари су добили већи део Македоније и део југоисточне Србије, Италијани су добили Косово и преостали део Македоније и припојили Великој Албанији. Црна Гора постала је Италијански протекторат. Преостали део Србије је био организован у марионетску државу под контролом немачке војне управе и владе Милана Недића. Југославија је била окупирана до јесени 1944. године, када су југословенски партизани и Црвена армија ослободили већи део њене територије, али су неки делови територије остали под окупацијом све до маја 1945. године.